# Адвокат Пьер Патлен
«Адвокат Пьер Патлен» или «Фарс об адвокате Пьере Патлене» (фр. La Farce de Maître Pathelin) — анонимный французский фарс XV века (ок. 1470-х гг.), один из наиболее знаменитых драматических текстов Средневековья.
На основе этого фарса Давид-Огюстен Брюэс в XVII веке написал комедию «Адвокат Патлен» («L’Avocat Patelin»).

## История
Фарс сочинён в Париже между 1464 и 1469 гг., авторство в разное время приписывалось Пьеру Бланше, Антуану де ла Салю, Гийому Алексису и Франсуа Вийону. Первое издание осуществлено в Лионе в 1485 или 1486 году. Фарс этот был очень популярен, его играли во многих городах, на протяжении первых ста лет своего существования он выдержал около двадцати изданий. Его переписывали, иллюстрировали, ему подражали, писали его продолжения. Многие его фразы стали поговорками, и даже появился глагол «pateliner» — «патленизировать», то есть ловко обманывать глупцов. Существует мнение, что имя Патлена первоначально было именем нарицательным со значением «хитрость». В примечаниях к одному из фарсов своего сборника Г. Коэн пишет: «Кажется, что „раtelin“ обозначает здесь скорее хитрость, чем того, кому она свойственна. Возможно, это слово существовало и до того, как была написана знаменитая комедия об адвокате Патлене».
На русском языке впервые опубликован в 1929 году (перевод Л. Р. Когана).
Популярность фарса вызвала появление двух «продолжений», составивших в итоге своеобразную трилогию об адвокате Патлене. В 1474 г. создан фарс «Новый Патлен» (опубликован впервые в 1512 г.) и между 1480 и 1490 г. фарс «Завещание Патлена» (впервые опубликован в 1505 г., на русском языке оба фарса были опубликованы в 1951 г. в переводе А.Арго и Н.Соколовой).
На сюжет фарса написаны одноимённые оперы Франсуа Базеном (1856 г.) и Якопо Форони (1858 г.)

## «Вернёмся к нашим баранам»
Из этого фарса происходит знаменитая фраза «вернёмся к нашим баранам» («revenons à nos moutons»). «Вернуться к нашим баранам» предлагает в пьесе судья: речь идёт о тяжбе между суконщиком и пастухом, который украл овец у суконщика; во время процесса суконщик вспоминает о том, что защитник пастуха — адвокат Патлен, не заплатил ему за шесть локтей сукна; разговор постоянно уходит от главной темы — и судье приходится напоминать присутствующим о пресловутых баранах. Вероятно, эта сцена фарса разыгрывалась с соблюдением всех известных современным зрителям процедур судебного разбирательства. Узнаваемость ситуации делала её остро смешной и особенно популярной.
Схожая ситуация ранее встречается у римского поэта Марциала. В одной из его эпиграмм (VI, 19) адвокат Постмус, рассуждающий о Каннах, Митридате, карфагенянах, призывается вернуться к трём украденным козам, из-за которых происходил спор.
Рабле в романе «Гаргантюа и Пантагрюэль» приводит цитату из «Адвоката Патлена», заменяя, однако, слово «revenons» словом «retournons». Роман также содержит много других отсылок к Патлену.
В пьесе Д.-О. Брюэса также звучит эта фраза.